# Asaf-ud-Daula
Asaf-ud-Daula (em hindi:  आसफ़ उद दौला, em urdu:  آصف الدولہ‎) (Faizabad, Uttar Pradesh,  23 de setembro de 1748 –  Lucnau, 21 de setembro de 1797) foi o nababo vizir de Oudh de 26 de janeiro de 1775 até 21 de setembro de 1797, e filho de Shuja-ud-Dowlah, sua mãe e sua avó foram as beguns de Oudh. Quase toda a sua fortuna foi confiscada por Warren Hastings, o primeiro governador-geral da Índia britânica.

## Biografia

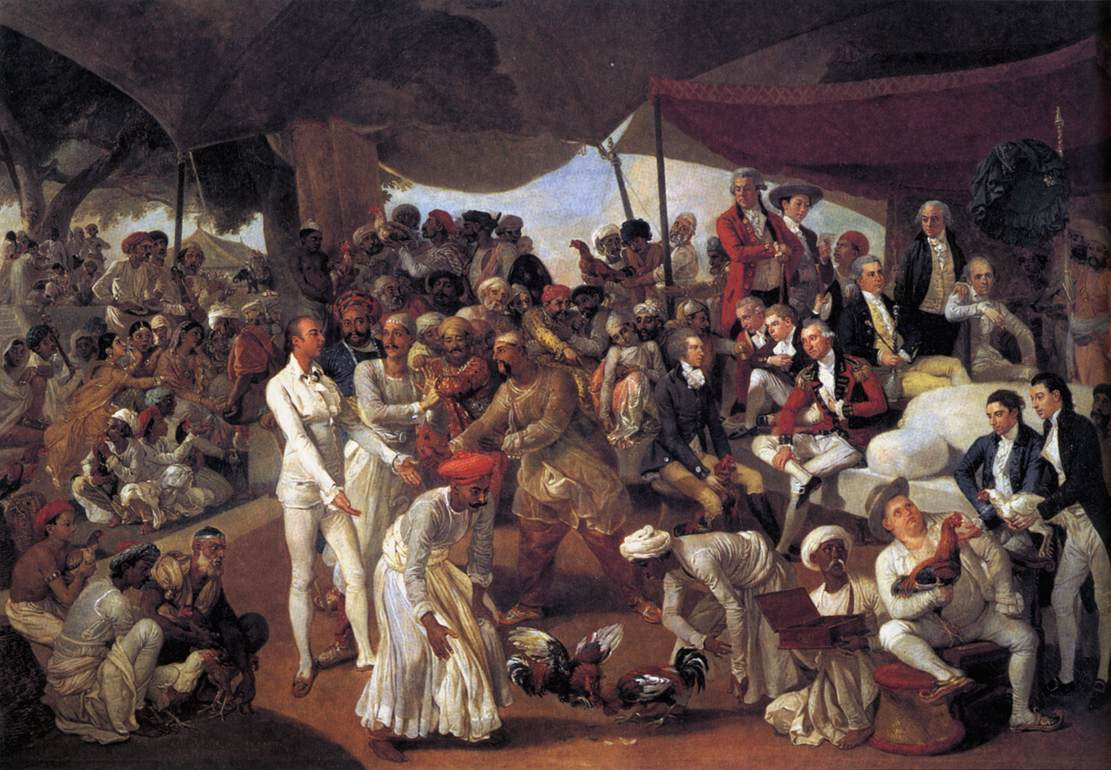
Briga de galos do coronel Mordaunt por Johann Zoffany. Asaf-ud-Daula está representado pela figura em pé no centro do quadro.

Um cronista contemporâneo descreve a pessoa de Asaf-ud-Daula como se segue:

"Suas feições tinham uma certa semelhança com as de seu pai. A parte superior de seu corpo era um pouco alongada, mas a parte inferior da cintura para baixo era muito curta. Em sua infância, ele foi obeso; suas orelhas, pescoço e queixo duplo eram uma só massa carnuda. Seus dedos e palmas das mãos eram curtos e gordos. Desde a infância, era viciado em frivolidades e suas inclinações e interesses naturais eram associados a coisas vis, maliciosas e traiçoeiras. Costumava rir inoportunamente e caçoar dos outros. Tinha prazer em brincadeiras sem sentido e ficava imensamente satisfeito com quem empregasse linguagem obscena; e a mais obscena das conversas era em qualquer companhia a que mais lhe agradava."

John Bristow, residente em Oudh quando Asaf-ud-Daula subiu ao masnad, escreveu sobre ele:

"Sua Excelência é infantil em seus divertimentos, volúvel, imprudente na escolha de seus confidentes, e tão familiar em sua conversa a ponto de deixar de lado o seu papel de soberano e permitir a seus súditos uma liberdade destrutiva que resulta na falta de atenção necessária dada por eles às suas ordens. Frequentemente passa dias inteiros na devassidão e é de noite muito dado a bebidas alcoólicas, pois eu já o vi,  juntamente com seus favoritos e até mesmo seus servos mais humildes, indecentemente bêbados. Por esse modo de viver a vida, ele tem pouco tempo para se dedicar aos negócios e, na verdade quase nunca está disponível para receber homens de negócio excetuando-se quando eu quero tratar com ele sobre assuntos da Companhia, e então, sou geralmente encaminhado a seu ministro, a quem, bem como a outros, ele confia a total condução deste governo."

Shuja-ud-Daula fez todos os esforços possíveis para tornar seu filho mais velho e herdeiro aparente em todos os sentidos um sucessor digno. Os melhores tutores foram contratados para dar qualidades principescas a Asaf-ud-Daula, mas tudo o que ele acrescentou à sua generosidade nativa foi a habilidade no tiro com arco.

## Reinado como nababo

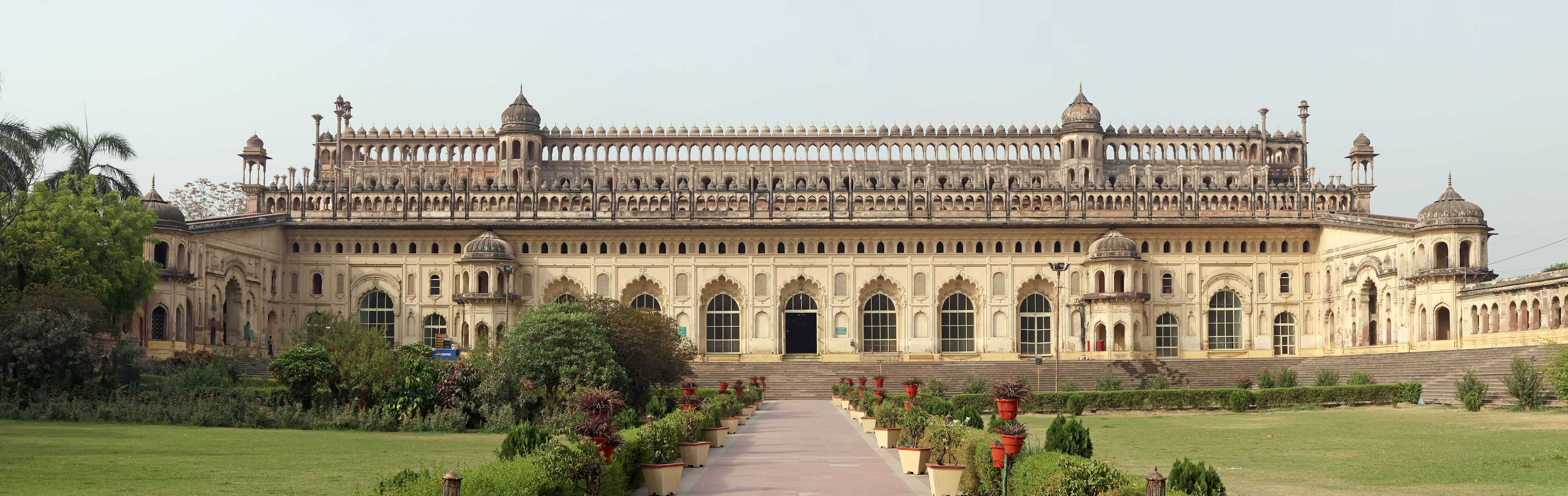
Bara Imambara (Imambara de Asaf), uma imambara, foi construída por Asaf-ud-Daula, in 1784, Lucnau.

Asaf-ud-Daula se tornou nababo aos vinte e seis anos de idade, depois da morte de seu pai, Shuja-ud-Daula, em 28 de janeiro de 1775.
Quando Shuja-ud-Daulah morreu, deixou dois milhões de libras esterlinas enterrados na abóbada da zenana (a parte da casa reservada para as mulheres). A viúva e a mãe do príncipe falecido reivindicaram todo esse tesouro sob os termos de um testamento que nunca existiu. Quando Warren Hastings pressionou o nababo para que efetuasse o pagamento de dívida para com a Companhia Britânica das Índias Orientais, ele obteve de sua mãe um empréstimo em troca do qual lhe daria um pequeno território que valeria quatro vezes mais o valor do empréstimo; posteriormente, obteve outro empréstimo a quitação total da dívida, e o reconhecimento das propriedades maternas sem a interferência da Companhia para toda a vida. Estas terras foram posteriormente confiscadas pela Companhia.

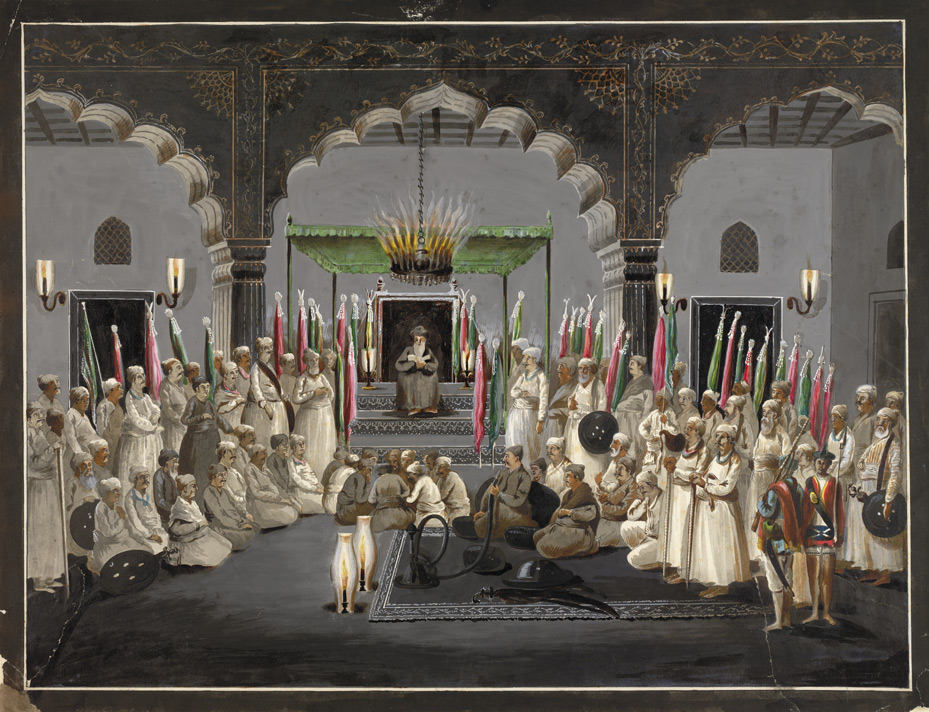
O Muharram. Asaf-ud-Daula ouve a leitura das Escrituras pelo ulemá, c.1795.

No início do governo de Asaf-ud-Daula, os intelectuais e artistas evitaram frequentar o palácio em Lucnau porque Asaf-ud-Daula não tinha respeito por essas pessoas  e se reuniam em volta das beguns e seus eunucos na corte em Faizabad. Mais tarde, Asaf-ud-Daula teve maior interesse em tais pessoas e induziu a maioria delas a juntarem-se a sua corte em Lucnau.
Faiz Bakhsh faz repetidas referências à indiferença do nababo para com os assuntos civis e militares e à sua falta de ambição. Shuja-ud-Daulah morreu no mês de Sha'aban. Quatro meses depois, veio o luto do Muharram e o taziadari foi observado por Asaf-ud-Daula em Faizabad. Depois disso, ele passou quatro ou cinco meses, nas margens do rio Ghaghara, na areia e poeira, sem qualquer motivo, e não evidenciou a menor inclinação para comandar a disciplina das tropas ou a administração civil, conhecer os oficiais militares de maior patentes ou inspecionar as manobras dos regimentos, examinar a munição e os equipamentos da artilharia ou ler os relatórios. Em todas essas tarefas seu pai tinha incessantemente se dedicado.
Asaf-ud-Daula deixou todo o trabalho da administração nas mãos de seu ministro Mukhtar-ud-Daula. Em 1776, ocorreu um motim grave entre as forças regulares do nababo em Faizabad, e embora o relato completo dos atentados e distúrbios durante dois dias e duas noites, tivesse sido enviado a Asaf-ud-Daula pelos homens da segurança do nababo e da inteligência inglesa, ele era tão indiferente aos assuntos públicos, que não tomou conhecimento dos fatos. Após a morte de Mukhtar-ud-Daula, Asaf-ud-Daula encontrou um novo ministro na pessoa de Haidar Beg Cã, em cujas mãos ele deixou todo o poder e autoridade de seu governo.

## Transferência da Capital

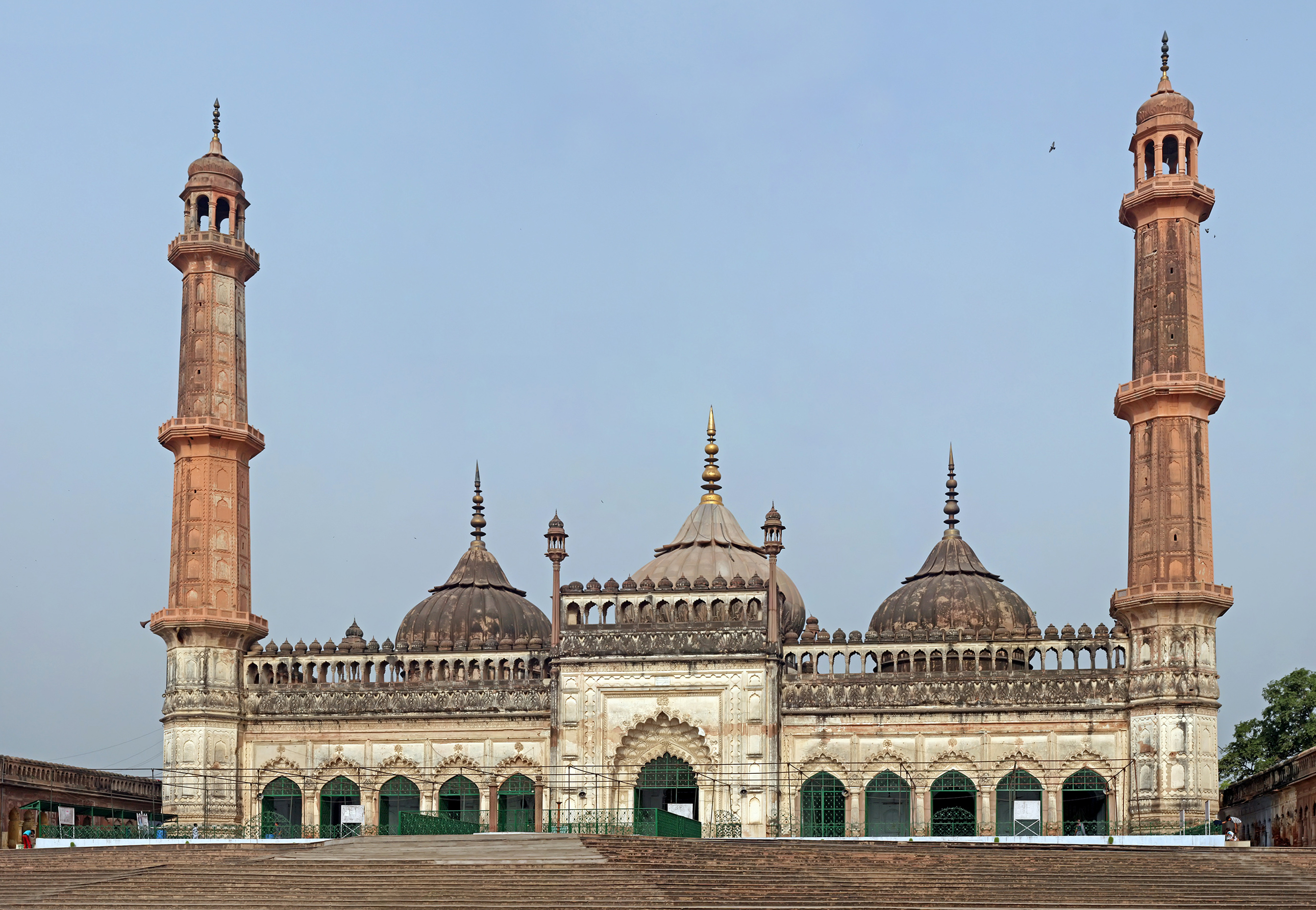
Mesquita de Asfi, em homenagem a Asaf-ud-Daula.

Em 1775 ele mudou a capital de Awadh, de Faizabad para Lucnau e construiu vários monumentos na cidade e em seus arredores, incluindo a Bara Imambara.

## Legado

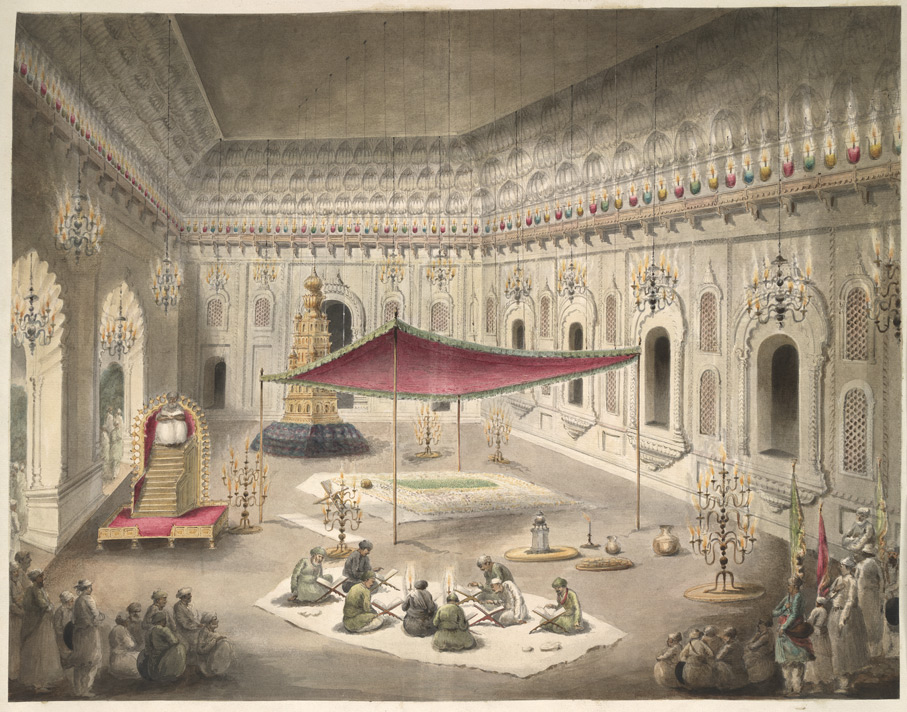
O túmulo simples de Asaf-ud-Daula sob uma tenda dentro da Bara Imambara, uma aquarela de Seeta Ram, c.1814-15.

O nababo Asaf-ud-Daula é considerado o arquiteto principal de Lucnau. Com a ambição de ofuscar o esplendor da arquitetura mogol, ele construiu uma série de monumentos e transformou a cidade de Lucnau em uma maravilha arquitetônica. Vários edifícios sobrevivem até hoje, incluindo a famosa Bara Imambara que atrai muitos turistas, e a Qaisar Bagh, área do centro de Lucnau, onde milhares de pessoas vivem em edifícios reformados.
A Bara Imambara é uma famosa estrutura abobadada, cercado por belos jardins, que o nababo começou como um projeto de caridade para gerar empregos durante a fome de 1784. Naquele período, até os nobres foram reduzidos à penúria. Diz-se que o nababo Asaf empregou mais de vinte mil pessoas no projeto (incluindo plebeus e nobres), que não era nem uma mesquita, nem um mausoléu (ao contrário das normas contemporâneas populares de edifícios). A sensibilidade do nababo no sentido de preservar a reputação da classe alta é demonstrado na história da construção da Imambara. Durante o dia, os cidadãos comuns empregados no projeto construiriam o edifício. Na noite de cada quarto dias, as pessoas nobres e da classe superior eram empregadas em segredo para demolir a estrutura construída, um esforço para o qual recebiam o pagamento. Assim, a sua dignidade era preservada.
O nababo se tornou tão famoso por sua generosidade que existe ainda um ditado bem conhecido em Lucnau que "aquele que não recebe (subsistência) do Senhor, vai recebê-lo de Asaf-ud-Daula" (Jisko de na Moula, usko de Asaf-ud-Doula).
Um de seus muitos atos de generosidade foi a escavação de um canal conhecido como Nahar-i-Asafi em Najaf Ashraf, onde está o túmulo do imã Ali.

## Morte
O nababo morreu de edema em 21 de setembro de 1797. em Lucnau e foi sepultado na Bara Imambara, Lucnau.